# Universidad Financiera e Industrial de Moscú «Sinergia»
La Universidad Financiera e Industrial de Moscú «Sinergia» es una Institución educativa privada no estatal de educación superior. Fundada en 1995,es la Institución privada de educación superior más grande de Rusia en términos de número de estudiantes e ingresos.

## Historia
La historia de la Universidad comienza en el año 1995, con el establecimiento por un miembro correspondiente de la Academia rusa de educación, Yuri Rubin, de la escuela superior de banca de Moscú, reorganizada en 1998 en el Instituto internacional de econometría, informática, finanzas y derecho de Moscú (IIEIFD), en el que en el año 2000 estudiaron alrededor de 8 mil personas.
Desde el año 2001, los programas de máster de la escuela de negocios de la Universidad tienen la acreditación AMBA, en total la acreditación se ha obtenido seis veces, el certificado actual fue obtenido en 2016.En 2003, la Universidad se convirtió en miembro de la Fundación Europea para el desarrollo de la gestión bajo el nombre en Inglés «Sinerghia».
En 2005, el IIEIFD se transformó en la Academia financiera e industrial de Moscú. Desde 2005, alrededor de 15 mil personas se convertían en estudiantes de la Universidad cada año.
En 2009, la Academia financiera e industrial de Moscú se convirtió en la primera Universidad rusa en recibir la acreditación de la Fundación Europea para la calidad en e-learning.
En 2010-2011, alrededor de 20 mil personas anualmente se convirtieron en estudiantes de la Academia financiera e industrial de Moscú, que en 2011 obtuvo la acreditación estatal por tipo «Universidad» y pasó a llamarse Universidad financiera e industrial de Moscú (UFIM) «Sinergia».Para 2017, el número total de estudiantes de UFIM «Sinergia» superó las 50 mil personas.
En 2017, UFIM «Sinergia» fue uno de los primeros en Rusia en lanzar el programa «Startup como diploma». El programa incluye defensa de tesis en el ejemplo de un proyecto empresarial, formalizado como una entidad legal activa. El proyecto puede ser realizado por un solo estudiante o por un grupo de estudiantes.En 2017, la Universidad fue la primera en Rusia en abrir la Facultad de profesiones de Internet, que ofrece capacitación en las especialidades de «Desarrollo de videojuegos», «Desarrollador de aplicaciones y software», «Programador, diseñador de juegos», «Deporte electrónico», «Targetologist».
En el mismo año, se creó la Facultad de teatro, cine y televisión en la Universidad «Sinergia». 
En 2019, la UFIM se convirtió en miembro del proyecto nacional «pequeña y mediana empresa y apoyo a la iniciativa empresarial individual», en el marco del cual la Universidad ganó el concurso del Ministerio de desarrollo económico y recibió una subvención para promover el espíritu empresarial y desarrollar programas de más de 1 mil millones de rublos.
En 2020, la Universidad abrió la Facultad de animación con «las especialidades de animación de autor y comercial», «artista de animación y gráficos por computadora», «Animación y gráficos».

## Actividad
Según Rossiyskaya Gazeta, en 2021, el proceso educativo se realizó en 24 facultades en 91 programas de máster, 198 programas de licenciatura y más de 500 programas de reciclaje profesional y capacitación avanzada. La Universidad cuenta con un instituto en el que, a partir de 2021, el proceso educativo se llevó a cabo en 35 programas de educación profesional secundaria.
Según la información oficial, en el año académico 2020-2021, la Universidad recibió 76 594 estudiantes, de los cuales 35 594 personas en programas de educación profesional superior y secundaria, más de 14 000 personas en programas de capacitación profesional, más de 18 mil en programas de capacitación avanzada, 9 mil personas en programas de capacitación profesional.En 2021, la Universidad tuvo estudiantes de 89 países, de los cuales 75 eran países lejanos y 14 países de la antigua URSS. En  2021, la UFIM «Sinergia» ocupó el tercer lugar en Rusia en el número de estudiantes extranjeros — 7008 personas.
La Universidad tiene firmados acuerdos de cooperación académica, intercambio académico y programas de doble titulación con 63 universidades extranjeras del Reino Unido, Estados Unidos, China, India, Turquía, Serbia, Malasia. Los programas de cooperación académica implican actividades científicas conjuntas y el desarrollo de programas educativos. Los estudiantes que estudian en programas de doble diploma realizan una parte de los estudios en Rusia, la segunda parte en una Universidad asociada extranjera, después de completar los estudios, los graduados reciben dos diplomas: ruso y de una Universidad asociada.

## Reputación y calificaciones
En 2015, los graduados de la Universidad ocuparon el quinto lugar en el ranking oficial de los salarios de los graduados de las universidades de la Federación Rusa que recibieron especialidades de TI.
En 2016, la UFIM «Sinergia» ocupó el primer lugar en el ranking de programas de educación gerencial y el quinto lugar en el ranking de programas de capacitación avanzada del centro Analítico «Expert».
En 2020, la Universidad entró en el QS EECA University Rankings 2020/21 en el grupo 351-400.
En 2021, la Universidad ocupó el puesto 58 en El ranking UniRank Top Universities in Russia 2021 (tiene en cuenta 375 de las 724 universidades rusas) y el lugar 2353 en el ranking mundial UniRank World University Rankings 2021 (tiene en cuenta 13 600 universidades de 200 países).
En 2021, en el ranking de programas empresariales del ranking nacional de universidades de Interfax, la Universidad «Sinergia» ocupó el primer lugar con los programas educativos «Emprendimiento» y «Emprendimiento Internacional».
En 2021, la Universidad ocupó el tercer lugar en Rusia en el número de estudiantes extranjeros.

## Cooperación internacional
En 2016, ingresaron a la UFIM «Sinergia» los primeros 50 estudiantes de países lejanos - de la República de Sierra Leona, después de lo cual en la Universidad apareció un Departamento de visas y un Departamento de acompañamiento.
Según el Ministerio de ciencia y educación superior de la Federación rusa, en 2022 la Universidad ocupó el tercer lugar en Rusia en el número de estudiantes extranjeros, el primer lugar fue ocupado por la RUDN, el segundo - la Universidad de Kazán.
En 2022, 1368 estudiantes extranjeros ingresaron a la UFIM «Sinergia», en conjunto en 2022 alrededor de 12 mil estudiantes extranjeros estudiaron en la Universidad en programas de estudio a largo plazo y alrededor de 20 mil personas en cursos a corto plazo. En total, en la Universidad «Sinergia» estudian estudiantes de 92 países del mundo, el mayor número - de Uzbekistán, Siria, Pakistán, Irán, Nigeria, Egipto, Argelia, Turquía, Sri Lanka, Afganistán. En 2022, la UFIM «Sinergia» tuvo 92 memorandos de asociación firmados con Universidades extranjeras, en el marco de los cuales se lleva a cabo la capacitación de estudiantes, el intercambio de profesores, la realización de trabajos de investigación y conferencias temáticas.

## La dirección
Yuri Borisovich Rubin - fundador de la Universidad, doctor en Ciencias económicas, profesor, miembro correspondiente de la Academia rusa de educación, rector de la Universidad de 1995 a 2019.
Vadim Georgievich Lobov - fundador de la Universidad, candidato de Ciencias económicas,presidente de la Corporación Synergia.
Vasiliev Artem Igorevich - rector de la Universidad desde 2019, candidato de Ciencias económicas, hasta 2019 — vicerrector de la Universidad.

## Estructura
La enseñanza se imparte en 17 departamentos, la Universidad tiene sucursales en cuatro regiones de la Federación rusa en las ciudades de Noyabrsk, Omsk, Cherkessk y Elista, y una Sucursal en el emirato de Dubái, que es la única organización educativa rusa en la que se imparten cursos de licenciatura y de máster en las especialidades de «economía», «gestión», «derecho» y «tecnologías de la información».
La Universidad desarrolla tecnologías de educación a través de Internet.
Facultad de negocios
Facultad de negocios
Facultad de administración
Facultad de economía
Facultad de tecnología de la información
Facultad de gestión deportiva
Facultad de educación física
Facultad de derecho
Facultad de banca
Facultad de lingüística
Facultad de psicología
Facultad de diseño
Facultad de publicidad
Facultad De Internet
Facultad de gestión de eventos
Facultad de teatro, cine y televisión
Facultad de hostelería y restauración
Facultad de industria del juego y de deportes electrónicos
La Universidad cuenta con un Centro de formación de voluntarios para competiciones deportivas, entre las actividades realizadas se encuentran los Juegos Olímpicos de Sochi 2014 y la Copa Mundial de fútbol de 2018.
La Universidad cuenta con un Centro de formación de voluntarios para competiciones deportivas, entre las actividades realizadas se encuentran los Juegos Olímpicos de Sochi 2014 y la Copa Mundial de fútbol de 2018.

## La sucursal de la UFIM «Sinergia» en los Emiratos Árabes Unidos
En 2013, la Universidad «Sinergia» abrió una Sucursal en Dubái, Synergy University Dubai, donde recibió una licencia estatal para el derecho a realizar actividades educativas, la Acreditación de la asociación internacional de MBA, así como la licencia Knowledge and Human Development Authority of Dubai, convirtiéndose en la primera Universidad rusa acreditada por el Gobierno de los Emiratos Árabes Unidos.
En 2022, en la Synergy University Dubai fue posible obtener educación en tres programas de licenciatura (Economía mundial y desarrollo sostenible, Emprendimiento innovador, Gestión hotelera y de restauración) y en dos programas de máster (Economía mundial, Gestión hotelera y de restauración), así como capacitarse en la escuela de negocios en los programas Synergy Executive MBA, MBA Women's Leadership. Los graduados de la Sucursal reciben un diploma internacional de educación superior a tiempo completo, que funciona en todos los países del mundo.

## Premios y reconocimientos
Premio del Gobierno de la Federación de Rusia por el material didáctico en el campo de la competencia y en el espíritu empresarial (2008).
Premio del Ministerio de ciencia y educación de la Federación Rusa «por su contribución al desarrollo de la educación empresarial en la Federación rusa» (2012).